# Општина Чуперчениј Ној (Долж)
Чуперчениј Ној (рум. Ciupercenii Noi) општина је у Румунији у округу Долж.
Oпштина се налази на надморској висини од 35 m.